# Duda Yankovich

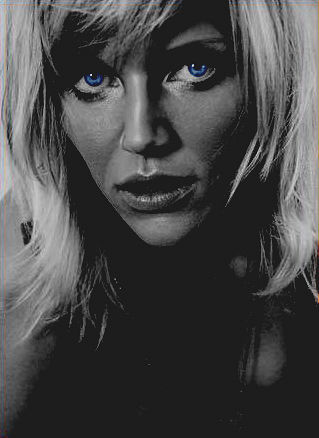
Duda Yankovich

Duda Yankovich (* 27. September 1976 als Dušica Janković in Jagodina, Jugoslawien) ist eine brasilianische Boxerin, die im Weltergewicht antritt.

## Karriere
Yankovich begann früh mit Martial Arts. Sie trainierte Karate im Alter zwischen 11 und 18 Jahren. Mit 14 Jahren erwarb sie den Schwarzen Gürtel. Von 1992 bis 1994 war sie Mitglied im Frauennationalteam. Im April 1994 nahm sie an den Europameisterschaften in Prag teil, wo sie eine Silbermedaille gewann. Im Mai 1994 wurde sie Dritte bei den Juniorenmeisterschaften in Zakopane und gewann Bronze. Sie nahm an den Europameisterschaften 1996, den Weltmeisterschaften 1997, den Europameisterschaften 1998 und den Weltmeisterschaften 1999 teil. Yankowich besitzt seit einiger Zeit die brasilianische Staatsbürgerschaft.